# کریستیان مدینا
کریستیان مدینا (انگلیسی: Cristian Medina؛ زادهٔ ۱ ژوئن ۲۰۰۲) بازیکن فوتبال اهل آرژانتین است.
وی همچنین در تیم ملی فوتبال زیر 17 سال آرژانتین بازی کرده‌است.